# Barcelona-paviljoen
Het Barcelona-paviljoen, of het Duits paviljoen, is een  gebouw uit 1929 ontworpen door de architect Ludwig Mies van der Rohe. Hij ontwierp voor dit paviljoen ook de designklassieker, de Barcelona-stoel. Hij werkte samen met Lily Reich.
Het Duitse paviljoen werd gebouwd voor de wereldtentoonstelling van 1929 in Barcelona en diende voornamelijk als ontvangstruimte. Na de wereldtentoonstelling werd het afgebroken maar vanwege het architecturale en monumentale belang is het tussen 1983 en 1986 door een groep Spaanse architecten op dezelfde locatie herbouwd. Stedenbouwkundige en architect Oriol Bohigas gaf, in opdracht van de dienst stedenbouw van Barcelona, de architecten Ignasi de Solà-Morales, Cristian Cirici en Fernando Ramos de taak het paviljoen nauwgezet te reconstrueren.  Daarbij is gebruikgemaakt van de originele plannen en zwart-witfoto's. Het paviljoen, beheerd door Fundacio Mies van der Rohe is te bezichtigen. 

## Materialen
Het paviljoen wordt gekenmerkt door een veelvuldig gebruik van luxueus aandoende materialen als travertijn, groen marmer en gouden onyx. De onyx- en marmerplaten zijn in openboekvorm, dat wil zeggen haaks op de structuur doorgezaagd en als het ware opengeklapt, op de wanden verwerkt. Zo komen de patronen gespiegeld tevoorschijn. Er werd gebruikgemaakt van grote uitkragingen en smalle stalen kolommen met kruisvormige doorsnede. Een ondiepe waterpartij zorgt voor een weerspiegeling van het gebouw.

## Kunstintegratie
Het paviljoen wordt gesierd door het beeld Der Morgen van Georg Kolbe. Het beeld wordt meervoudig weerspiegeld in het glas, het water en de marmeren wanden. 